# Golden Spike Ostrava
Le Golden Spike Ostrava (Zlatá tretra en tchèque) est un meeting international d'athlétisme qui se déroule une fois par an au stade Městský d'Ostrava. Cette compétition, créée en 1961, est l'une des étapes du World Athletics Continental Tour.

## Records du monde
Le 8 juin 2004, Kenenisa Bekele réalise un nouveau record du monde du 10 000 m en 26 min 20 s 31.
| Année | Epreuve          | Record             | Athlète                 | Nationalité        |
| ----- | ---------------- | ------------------ | ----------------------- | ------------------ |
| 2019  | 300 m            | 34 s 41            | Shaunae Miller-Uibo     | Bahamas            |
| 2017  | 300 m            | 30 s 81            | Wayde van Niekerk       | Afrique du Sud     |
| 2011  | 100 yards        | 9 s 91 (+1,1 m/s)  | Veronica Campbell-Brown | Jamaïque           |
| 2010  | 100 yards        | 9 s 07 (-0,5 m/s)  | Asafa Powell            | Jamaïque           |
| 2008  | 110 m haies      | 12 s 87 (+0,9 m/s) | Dayron Robles           | Cuba               |
| 2008  | Heure            | 18 517 m           | Dire Tune               | Éthiopie           |
| 2007  | 20 000 m         | 56 min 25 s 98     | Haile Gebrselassie      | Éthiopie           |
| 2007  | Heure            | 21 285 m           | Haile Gebrselassie      | Éthiopie           |
| 2004  | 10 000 m         | 26 min 20 s 31     | Kenenisa Bekele         | Éthiopie           |
| 2004  | Saut à la perche | 4,83 m             | Stacy Dragila           | États-Unis         |
| 2002  | 3 000 m steeple  | 9 min 21 s 72      | Alesya Turova           | Biélorussie        |
| 1995  | Saut à la perche | 4,15 m             | Daniela Bártová         | Tchéquie           |
| 1975  | 100 m            | 9 s 9              | Silvio Leonard          | Cuba               |
| 1973  | 100 m            | 10 s 9             | Renate Stecher          | Allemagne de l'Est |
| 1949  | 10 000 m         | 29 min 21 s 2      | Emil Zátopek            | Tchécoslovaquie    |
| 1949  | 10 000 m         | 29 min 28 s 2      | Emil Zátopek            | Tchécoslovaquie    |

## Records du meeting

### Hommes
| Épreuve           | Record             | Athlète                                                            | Pays            | Date             | Ref |
| ----------------- | ------------------ | ------------------------------------------------------------------ | --------------- | ---------------- | --- |
| 100 yards         | 9 s 07 (-0,5 m/s)  | Asafa Powell                                                       | Jamaïque        | 27 mai 2010      |     |
| 100 m             | 9 s 83 (-0,5 m/s)  | Asafa Powell                                                       | Jamaïque        | 27 mai 2010      |     |
| 200 m             | 19 s 83 (+0,3 m/s) | Usain Bolt                                                         | Jamaïque        | 12 juin 2008     |     |
| 300 m             | 30 s 81            | Wayde van Niekerk                                                  | Afrique du Sud  | 28 juin 2017     |     |
| 400 m             | 44 s 16            | Lashawn Merritt                                                    | États-Unis      | 17 juin 2014     |     |
| 800 m             | 1 min 43 s 24      | Wilfred Bungei                                                     | Kenya           | 12 juin 2003     |     |
| 1 000 m           | 2 min 15 s 08      | Ilham Tanui Özbilen                                                | Turquie         | 17 juin 2014     |     |
| 1 500 m           | 3 min 31 s 17      | Cornelius Chirchir                                                 | Kenya           | 12 juin 2003     |     |
| Mile              | 3 min 49 s 57      | Haron Keitany                                                      | Kenya           | 17 juin 2009     |     |
| 3 000 m           | 7 min 31 s 66      | Caleb Mwangangi Ndiku                                              | Kenya           | 17 juin 2014     |     |
| 5 000 m           | 12 min 48 s 63     | Jacob Kiplimo                                                      | Ouganda         | 8 septembre 2020 |     |
| 10 000 m          | 26 min 20 s 31     | Kenenisa Bekele                                                    | Éthiopie        | 8 juin 2004      |     |
| 20 000 m          | 56 min 25 s 98     | Haile Gebreselassie                                                | Éthiopie        | 27 juin 2007     |     |
| Heure             | 21,285 km          | Haile Gebreselassie                                                | Éthiopie        | 27 juin 2007     |     |
| 110 m haies       | 12 s 87 (+0,9 m/s) | Dayron Robles                                                      | Cuba            | 12 juin 2008     |     |
| 400 m haies       | 47 s 62            | Karsten Warholm                                                    | Norvège         | 8 septembre 2020 |     |
| 3 000 m steeple   | 7 min 58 s 68      | Lamecha Girma                                                      | Éthiopie        | 31 mai 2022      |     |
| Saut en hauteur   | 2,38 m             | Mutaz Essa Barshim                                                 | Qatar           | 13 juin 2018     |     |
| Saut à la perche  | 6,12 m             | Armand Duplantis                                                   | Suède           | 27 juin 2023     |     |
| Saut en longueur  | 8,66 m (+1,0 m/s)  | Juan Miguel Echevarría                                             | Cuba            | 13 juin 2018     |     |
| Triple saut       | 17,57 m            | Christian Taylor                                                   | États-Unis      | 28 juin 2017     |     |
| Lancer du poids   | 22,63 m            | Ryan Crouser                                                       | États-Unis      | 27 juin 2023     |     |
| Lancer du disque  | 68,55 m            | Kristjan Čeh                                                       | Slovénie        | 27 juin 2023     |     |
| Lancer du marteau | 83,44 m            | Paweł Fajdek                                                       | Pologne         | 27 juin 2017     |     |
| Lancer du javelot | 94,64 m            | Jan Železný                                                        | Tchéquie        | 31 mai 1996      |     |
| 10 000 m marche   | 41 min 58 s 6      | Alexander Bílek                                                    | Tchécoslovaquie | 9 juillet 1969   |     |
| 4 × 100 m         | 38 s 43            | Jeremiah Azu Zharnel Hughes Richard Kilty Nethaneel Mitchell-Blake | Royaume-Uni     | 31 mai 2022      |     |
| 4 × 400 m         | 3 min 1 s 49       | Jerome Davis Derek Mills James Carter Danny McCray                 | États-Unis      | 31 mai 2001      |     |

### Femmes
| Épreuve           | Record             | Athlète                                                   | Pays            | Date          | Réf. |
| ----------------- | ------------------ | --------------------------------------------------------- | --------------- | ------------- | ---- |
| 100 yards         | 9 s 91 (+1,1 m/s)  | Veronica Campbell-Brown                                   | Jamaïque        | 31 mai 2011   |      |
| 100 m             | 10 s 76 (+1,1 m/s) | Veronica Campbell-Brown                                   | Jamaïque        | 31 mai 2011   |      |
| 200 m             | 22 s 07 (-1,0 m/s) | Jarmila Kratochvílová                                     | Tchécoslovaquie | 3 juin 1981   |      |
| 400 m             | 49 s 67            | Taťána Kocembová                                          | Tchécoslovaquie | 1er juin 1983 |      |
| 800 m             | 1 min 57 s 72      | Maria Mutola                                              | Mozambique      | 8 juin 2004   |      |
| 1 000 m           | 2 min 40 s 08      | Irina Krakoviak                                           | Lituanie        | 9 juin 2005   |      |
| 1 500 m           | 3 min 57 s 38      | Diribe Welteji                                            | Éthiopie        | 27 juin 2023  |      |
| 2 000 m           | 5 min 27 s 50      | Genzebe Dibaba                                            | Éthiopie        | 17 juin 2014  |      |
| 3 000 m           | 8 min 38 s 55      | Belaynesh Oljira                                          | Éthiopie        | 20 mai 2016   |      |
| 5 000 m           | 14 min 30 s 18     | Meseret Defar                                             | Éthiopie        | 27 juin 2007  |      |
| 10 000 m          | 30 min 26 s 67     | Tirunesh Dibaba                                           | Éthiopie        | 27 juin 2013  |      |
| Heure             | 18,517 km          | Dire Tune                                                 | Éthiopie        | 12 juin 2008  |      |
| 20 000 m          | 1 h 5 min 35 s 3   | Dire Tune                                                 | Éthiopie        | 17 juin 2009  |      |
| 100 m haies       | 12 s 42 (0,0 m/s)  | Jasmine Camacho-Quinn                                     | États-Unis      | 27 juin 2023  |      |
| 400 m haies       | 53 s 32            | Zuzana Hejnová                                            | Tchéquie        | 27 juin 2013  |      |
| 3 000 m steeple   | 9 min 11 s 33      | Norah Jeruto                                              | Kenya           | 13 juin 2018  |      |
| Saut en hauteur   | 2,06 m             | Mariya Lasitskene                                         | Russie          | 20 juin 2019  |      |
| Saut à la perche  | 4,84 m             | Molly Caudery                                             | Royaume-Uni     | 28 mai 2024   |      |
| Saut en longueur  | 7,00 m (+0,1 m/s)  | Eva Murková                                               | Tchécoslovaquie | 23 mai 1984   |      |
| Triple saut       | 15,00 m (0,0 m/s)  | Yamilé Aldama                                             | Cuba            | 12 juin 2003  |      |
| Lancer du poids   | 21,96 m            | Helena Fibingerová                                        | Tchécoslovaquie | 8 juin 1977   |      |
| Lancer du disque  | 69,52 m            | Zdeňka Šilhavá                                            | Tchécoslovaquie | 10 juin 1987  |      |
| Lancer du marteau | 79,72 m            | Anita Wlodarczyk                                          | Pologne         | 27 juin 2017  |      |
| Lancer du javelot | 67,78 m            | Barbora Špotáková                                         | Tchéquie        | 25 mai 2012   |      |
| 3 000 m marche    | 11 min 52 s 38     | Anežka Drahotová                                          | Tchéquie        | 26 mai 2015   |      |
| 4 × 100 m         | 43 s 56            | Gréta Kerekes Jusztina Csóti Boglárka Takács Alexa Sulyán | Hongrie         | 27 juin 2023  |      |
| 4 × 400 m         | 3 min 33 s 9       | Judit Molnár Agnes Kozáry Noémi Bátori Judit Forgács      | Hongrie         | 3 août 1991   |      |